# Euphorbia crenulata
Euphorbia crenulata är en törelväxtart som beskrevs av Georg George Engelmann. Euphorbia crenulata ingår i släktet törlar, och familjen törelväxter. Inga underarter finns listade i Catalogue of Life.